# Dark Prince: The true story of Dracula
Dark Prince: The true story of Dracula, también conocida en castellano como Vlad, príncipe de la oscuridad, es una película hecha para la televisión del año 2000 dirigida por Joe Chapelle y protagonizada por Rudolf Martin, Jane March y Peter Weller. Está basada en la historia real de Vlad Tepes, también conocido como Vlad Drácula.

## Argumento
El príncipe Vlad de Rumania y su hermano pequeño, el príncipe Radu, son secuestrados por el Sultán turco, Mohammed. Tras un largo tiempo retenidos (durante el cual el Sultán establece una relación especial con Radú), Vlad es liberado y en libertad conoce a su futura esposa Lidia. También realiza al mismo tiempo una promesa: vengar la muerte de su padre, que fue asesinado y enterrado vivo durante su secuestro, liberar a su país de la dominación turca otomana y liberar a su hermano. 
Para conseguirlo él destruye para comenzar el poder de la nobleza alta en su país, que ha sometido el país a su capricho y a quien además culpa por lo ocurrido a su padre y luego combate a los turcos otomanos usando en ambos casos métodos despiadados como el empalamiento. Sin embargo, sus métodos enloquecen a su esposa Lidia, que se suicida, mientras que las circunstancias y la influencia causada por el Sultán sobre Radu llevarán a Vlad también a tener que luchar contra su propio hermano para recuperar su reino. Además, la Iglesia ortodoxa liderada por el padre Stefan, recelosa por la alianza que Vlad hizo con el rey católico de Hungría para conseguir sus propósitos, también se vuelve contra el.

## Reparto
- Rudolf Martin es el Príncipe Vlad Drácula.
- Jane March es la Princesa Lidia.
- Christopher Brand es Bruno.
- Peter Weller es el Padre Stefan.
- Roger Daltrey es el Rey Janos de Hungría.
- Michael Sutton es Radu.
- Razvan Vasilescu es Aron.
- Radu Amzulescu es el Inquisidor.
- Maia Morgenstern es la mujer de la fuente.
- Claudiu Bleont es el Sultán Mohamed
- Claudiu Trandafir es el Príncipe Karl.
- Dan Bordeianu es el Príncipe Vlad III con 18 años.
- Victor Ungureanu es el Príncipe Vlad III con 8 años.
- Dan Badarau es el padre del Príncipe Vlad Drácula.
- Sebastian Lupea es el Príncipe Vlad Drácula de joven.

## Producción
La banda sonora instrumental fue compuesta por Frankie Blue.